# Atarib (okrug)
Okrug Atarib (ar. منطقة الأتارب) je okrug u sirijskoj pokrajini Alep. Po popisu iz 2004. (prije rata), okrug je imao 76.873 stanovnika. Administrativno sjedište je u naselju Atarib. Do prosinca 2008. je bio nahija unutar susjednog okruga Jabal Sam'an.

## Nahije
Okrug je podijeljen u nahije (broj stanovnika se odnosi na popis iz 2004.):
| Poštanski kod | Ime            | Područje [km²] | Broj stanovnika | Sjedište       |
| ------------- | -------------- | -------------- | --------------- | -------------- |
| SY021000      | Atarib         |                | 32.186          | Atarib         |
| SY021001      | Ibbin Samaan   |                | 21.925          | Ibbin Samaan   |
| SY021002      | Urum al-Kubrah |                | 22.851          | Urum al-Kubrah |